# Martin Jungsgaard
Martin Jungsgaard (født 17. februar 1975) er en dansk tidligere fodboldspiller, der nu er træner. Han er nuværende træner for Tuse IF. Han var tidligere træner for Næstved Boldklub, men efter skuffende resultater i efteråret 2013 blev han fyret 4. december 2013.
Jungsgaard spillede i sin aktive karriere for Holbæk B&I, Lyngby FC, RB1906 og FC Roskilde. Han opnåede 8 U-19 landskampe i perioden 1992-1993.
I 2006 blev han cheftræner for FC Roskilde. Han har siden været cheftræner for Fremad Amager og nu Næstved Boldklub. Fra 2010 til 2011 fungerede han som sportschef i Nordvest FC. Siden blev han træner i Asnæs Boldklub og Rishøj Boldklub. I oktober 2015 blev han ny træner for Frederiksberg Alliancen 2000. I januar 2016 blev Jungsgaard udnævnt som ny træner for Hvalsø IF. Den 9. september 2019 forlod han Hvalsø for at vende tilbage som træner for FC Roskilde i 1. division. Efter en nedrykning i slutningen af sæsonen, forlod Jungsgaard Roskilde i august 2020. Kort efter blev det offentliggjort, at han vendte tilbage til Hvalsø IF som træner. Han forlod Hvalsø i marts 2022 efter en større spillerafgang fra klubben.
Efter hans tid som træner i Hvalsø IF var han kortvarigt træner for Sorø Freja, inden han forsatte trænerkarrieren i Tuse IF.
Jungsgaard er uddannet lærer og har tidligere siddet i byrådet i Holbæk Kommune for Radikale Venstre.

## Klubber som spiller
- 19XX-1993: Holbæk B&I
- 1993-1995: Lyngby FC
- 1995-1997: RB1906
- 1997-2005: Holbæk B&I
- 2006: FC Roskilde

## Klubber som træner
- 2006-2010: FC Roskilde
- 2010-2011: Nordvest FC (sportschef)
- 2011-2012: BK Fremad Amager
- 2012-2013: Næstved Boldklub
- 2014-2015: Asnæs Boldklub
- 2015: Rishøj Boldklub
- 2015: Frederiksberg Alliancen 2000
- 2016-2019: Hvalsø IF
- 2019-2020: FC Roskilde
- 2020-2022: Hvalsø IF
- 2022: Sorø Freja
- 2022- : Tuse IF